# اچ‌ام‌اس بدفورد (۱۷۷۵)
اچ‌ام‌اس بدفورد (۱۷۷۵) (به انگلیسی: HMS Bedford (1775)) یک کشتی بود که طول آن ۱۶۸ فوت ۶ اینچ (۵۱٫۴ متر) بود. این کشتی در سال ۱۷۷۵ ساخته شد.